# 綜合發展區
綜合發展區，（Comprehensive Development Area）是香港一種土地規劃發展區域的一種類型，目的是把涵蓋範圍作綜合發展，當中包括住宅或商業用途，提供休憩用地和其他配套設施。設立的原因是方便當局就環境、交通和基礎設施等加以限制，對發展的組合、規模、設計和布局實施適當的規劃管制。綜合發展區與其他地帶有差異，全個「綜合發展區」範圍規定土地必須完整發展，盡用該土地的潛在價值。

## 政策意向
自1976年起，香港政府開始將「綜合發展區」地帶(或前稱「其他指定用途」註明「綜合發展／重建區」地帶)納入分區計劃大綱圖內，其主要目的是促使市區重整，以及逐步淘汰互不協調及不符合規劃意向的用途。
「綜合發展區」地帶的設立，旨在達致下列目標：
1. 促使市區舊區進行市區重建及重整土地用途；
2. 鼓勵殘舊地區(包括舊工業區)進行市區重整，並且淘汰不符合規劃意向的用途，例如鄉郊地區的露天貯物及貨櫃後勤用途；
3. 提供合併土地及重整道路模式的機會，並確保各種土地用途及基礎設施互相配合，從而善用土地的發展潛力；
4. 促使在交通、環境及基礎設施容量備受限制的地區，以及受到互不協調的土地用途鄰接的問題困擾的地區，以整體協調的規劃進行發展；
5. 確保發展計劃所涵蓋的地區適時提供足夠的政府、機構或社區設施、運輸及公共交通設施和休憩用地，且在可能情況下，紓緩鄰近地區設施不足的情況；以及
6. 確保極具景觀及美化環境價值的地區，以及別具設計特色或歷史意義的地點在整體發展規模及發展設計上均受到適當管制。

## 申請要求
依據《城市規劃條例》第4A(2)條，如申請在指定為「綜合發展區」的土地範圍內進行發展，申請人必須擬備一份總綱發展藍圖，並將之呈交城市規劃委員會核准，除非城市規劃委員會另有明文規定，指明無此需要。該總綱發展藍圖必須包括以下資料：
1. 區內各擬議土地用途所佔的面積，以及所有擬建建築物的性質、位置、尺寸和高度；
2. 各種用途擬佔的總地盤面積和整體總樓面面積、建築物單位總數及單位面積；
3. 區內擬提供的政府、機構或社區設施、康樂設施、公共交通及停車設施、以及休憩用地的詳情和範圍；
4. 區內擬建的任何道路的路線、闊度和水平度；
5. 區內的美化環境建議和城市設計建議；
6. 詳細的發展進度表；
7. 一份環境評估報告，說明擬議發展計劃在施工期間及竣工後可能遇到或造成的環境問題，並須建議紓緩這些問題的措施；
8. 一份排水和排污影響評估報告，說明擬議發展計劃可能造成的排水和排污問題，並須建議紓緩這些問題的措施；
9. 一份交通影響評估報告，說明擬議發展計劃可能造成的交通問題，並須建議紓緩這些問題的措施。

## 狀況
由於綜合發展區發展完成後在分區計劃大綱圖中依總綱發展藍圖歸入所屬的土地用途，同時政府亦因應社區發展需求而規劃新的綜合發展區，故綜合發展區的範圍會有所變動，依2002年規劃署向立法會規劃地政及工程事務委員會提交的文件顯示，1998年9月綜合發展區土地共157幅，總面積達822公頃；至2002年3月，綜合發展區用地減至130幅，總面積750公頃。綜合發展區例子包括黃埔花園、城市花園／和富中心、時代廣場、中環中心、新紀元廣場、愉景新城、浪琴軒和海琴軒等。

## 外部參考
- https://web.archive.org/web/20070808011113/http://bre.polyu.edu.hk/school/WebCompetition05/WDC_2005/23/city_2.htm
- http://www.hk-place.com/viewtext.php?id=402 （页面存档备份，存于）

1. ↑  城市規劃委員會.  (PDF). 城市規劃委員會規劃指引.   [2021-03-15]. （原始内容存档 (PDF)于2018-10-28）.
2. ↑  城市規劃委員會.  (PDF). 城市規劃委員會 表格, 準則, 技術文件及相關文件.   [2021-03-15]. （原始内容存档 (PDF)于2019-10-27）.
3. ↑  規劃署.  (PDF).   [2023-10-08]. （原始内容存档 (PDF)于2022-03-07）.